# Agnia Barto
Agnia Lvovna Barto (ryska: Агния Львовна Барто), född 1901 som Агнесса Львовна Волова: Agnessa Lvovna Volova), död 1981, var en sovjetisk författare. Hon var verksam som poet och författare av barnlitteratur. 

## Utmärkelser
Nedslagskratern Barto på planeten Venus och asteroiden 2279 Barto är uppkallade efter henne.